# تیم هترینگتن
تیموتی آلیستر تلماکوس هترینگتن (به انگلیسی: Timothy Alistair Telemachus  Hetherington) معروف به تیم هترینگتن ‏(۵ دسامبر ۱۹۷۰ - ۲۰ آوریل ۲۰۱۱) عکاس خبری و مستندساز بریتانیایی-آمریکایی بود. او به خاطر فیلم مستند رسترپو که نامزد بهترین فیلم مستند جایزه اسکار در سال ۲۰۱۱ شد، شناخته می‌شد. وی همچنین برنده جایزه بین‌المللی عکاسی مطبوعاتی در سال ۲۰۰۷ بود.

## مرگ

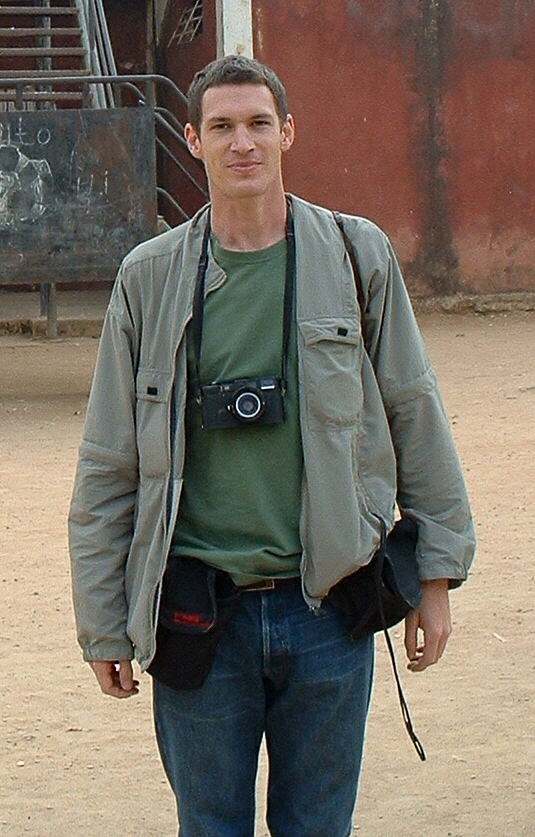
تیموتی آلیستر تلماکوس هترینگتن در سال 2002

تیم هترینگتن روز چهارشنبه ۲۰ آوریل ۲۰۱۱ به همراه کریس هوندروس عکاس خبری، در شهر مصراته لیبی در اثر انفجار خمپاره جان خود را از دست داد. او برای گرفتن عکس‌های خبری از نبرد میان ارتش لیبی و مخالفان سرهنگ قذافی برای مجله ونیتی فیر به این شهر رفته بود. هترینگتن در یکی از آخرین پیام‌های خود در توییتر نوشته بود: گلوله‌باران بی‌هدف مصراته به وسیله نیروهای قذافی، خبری از ناتو نیست.